# Codice criminale (film 1998)
Codice criminale (No Code of Conduct) è un film statunitense del 1998 diretto da Bret Michaels con protagonisti Charlie e Martin Sheen nella coppia padre e figlio.

## Trama
I detectives della polizia di New York, Jake Peterson e Paul DeLucca sono sulle tracce di un enorme quantitativo di droga trasportato nel confine messicano. Ma, all'insaputa dei due la droga non è solo destinata ai criminali, sicuramente ci sarebbe uno zampino di alcuni poliziotti corrotti. Un agente della DEA sotto copertura sta indagando in segreto di scoprire chi è la talpa, quando due dei suoi uomini vengono misteriosamente uccisi.